# Chiesa delle Anime del Purgatorio (Messina)

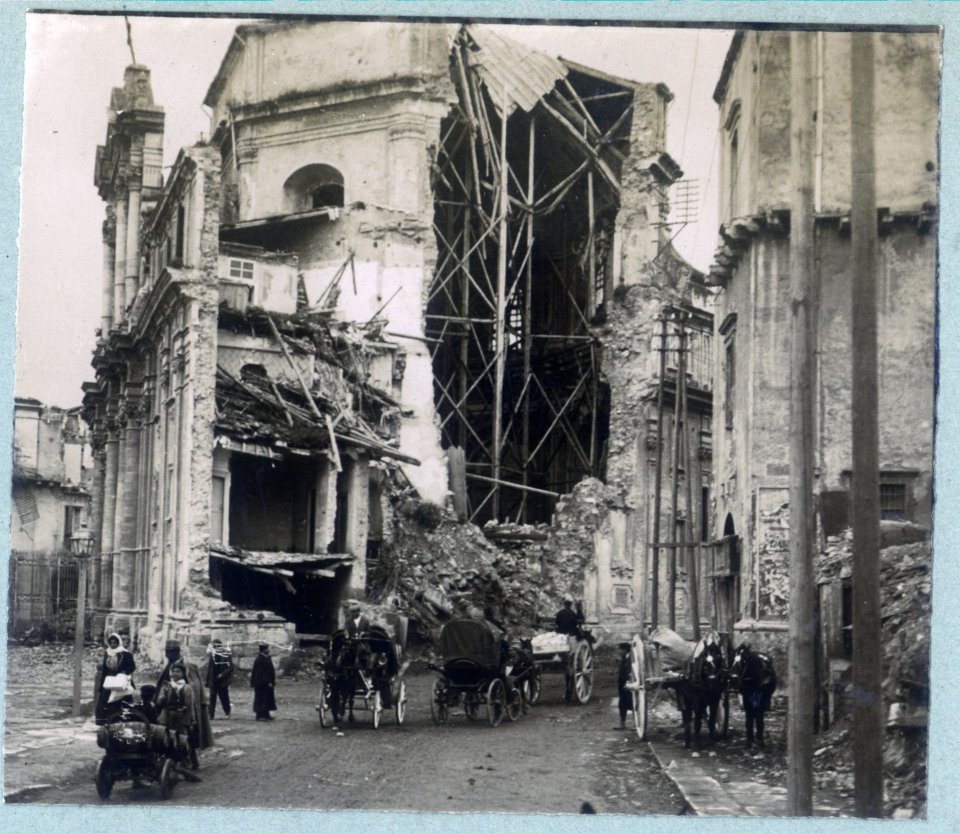
Chiesa delle Anime del Purgatorio, dopo del terremoto del 1908.

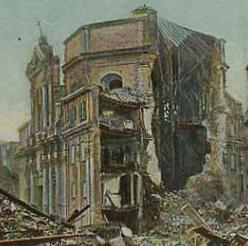
Chiesa delle Anime del Purgatorio, dopo del terremoto del 1908.

La chiesa delle Anime del Purgatorio era una chiesa della città di Messina, opera di Andrea Suppa e Raffaello Margarita, datata al 1750, poi distrutta dal terremoto del 1908.

## Storia e descrizione
Sull'area del primitivo teatro di Messina, sorgeva la chiesa della Vergine Santissima della Grazia contigua alla cinta muraria cittadina. I sartori di marina o gipponari (tessitori in senso lato) a servizio dei marinai o forestieri in viaggio fondarono presso questo tempio l'omonima confraternita sotto il titolo della «Madonna della Consolazione degli Afflitti».
In concomitanza alla costruzione del Teatro furono gettate le fondamenta della chiesa. L'edificio presentava un impianto ottagonale, alta cupola e prospetto in pietra di Siracusa. Nel 1720 la costruzione non era ancora perfezionata, solo grazie all'intervento del mecenate Matteo l'Offreda Mercadante Cavajolo e in seguito del nipote Jacopo l'Offreda il tempio fu definitivamente completato.
È riconoscibile dal vigore chiaroscurale delle colonne che fiancheggiano nicchie e portali. Resta quasi un'interposizione estranea all'andamento delle piatte superfici laterali. È una chiesa con un partito centrale a due ordini di colonne che fiancheggiano il portale d'ingresso e un'ampia finestra fra due ali semplicemente decorate da piatte lesene.

## Opere
Fra le principali opere documentate si annoverano: 
- XVIII secolo, Crocifisso, manufatto in cipresso, opera di Santo Siracusa.[4][5][2]
- XVIII secolo, Pietà, dipinto, opera di Angelo Trevisani.[4][5][1][2]
- XVIII secolo, San Gregorio celebra messa, dipinto, opera di Sebastiano Ricci.[4][5][1][2]
- XVIII secolo, San Matteo, dipinto, opera di Paolo de Matteis.[4][5][1][2]
- XVIII secolo, San Giacomo condotto al martirio, dipinto, opera di Pompeo Batoni.[4][5][1][2]
- XVIII secolo, Ciclo, affreschi cupola, opere di Domenico Giordano.[2]

Sagrestia 
- XVII secolo, Vergine, Gesù Cristo e Anime Purganti, dipinto a guazzo, opera di Andrea Suppa.[4][6]
- XVII secolo, Sant'Antonio, dipinto, opera di Alonzo Rodriguez.[4][2]
- XVII secolo, Vergine raffigurata fra Santa Rosalia e Sant'Agata, dipinto , opera di Alonzo Rodriguez.[4][2]

## Confraternita degli «Azzurri»
Sodalizio fondato con la finalità d'assistere e confortare gli afflitti ossia i condannati al patibolo.

## Confraternita dei sartori di marina o gipponari
- 1620, Sodalizio fondato con la finalità d'assicurare una dignitosa sepoltura altrimenti noto come Confraternita dei sartori di marina o gipponari sotto il titolo della «Madonna della Consolazione degli Afflitti», aggregato all'Arciconfraternita della Morte di Roma.[3]